# Saint-Jean-du-Bois
Saint-Jean-du-Bois is een gemeente in het Franse departement Sarthe (regio Pays de la Loire) en telt 491 inwoners (1999). De plaats maakt deel uit van het arrondissement La Flèche.

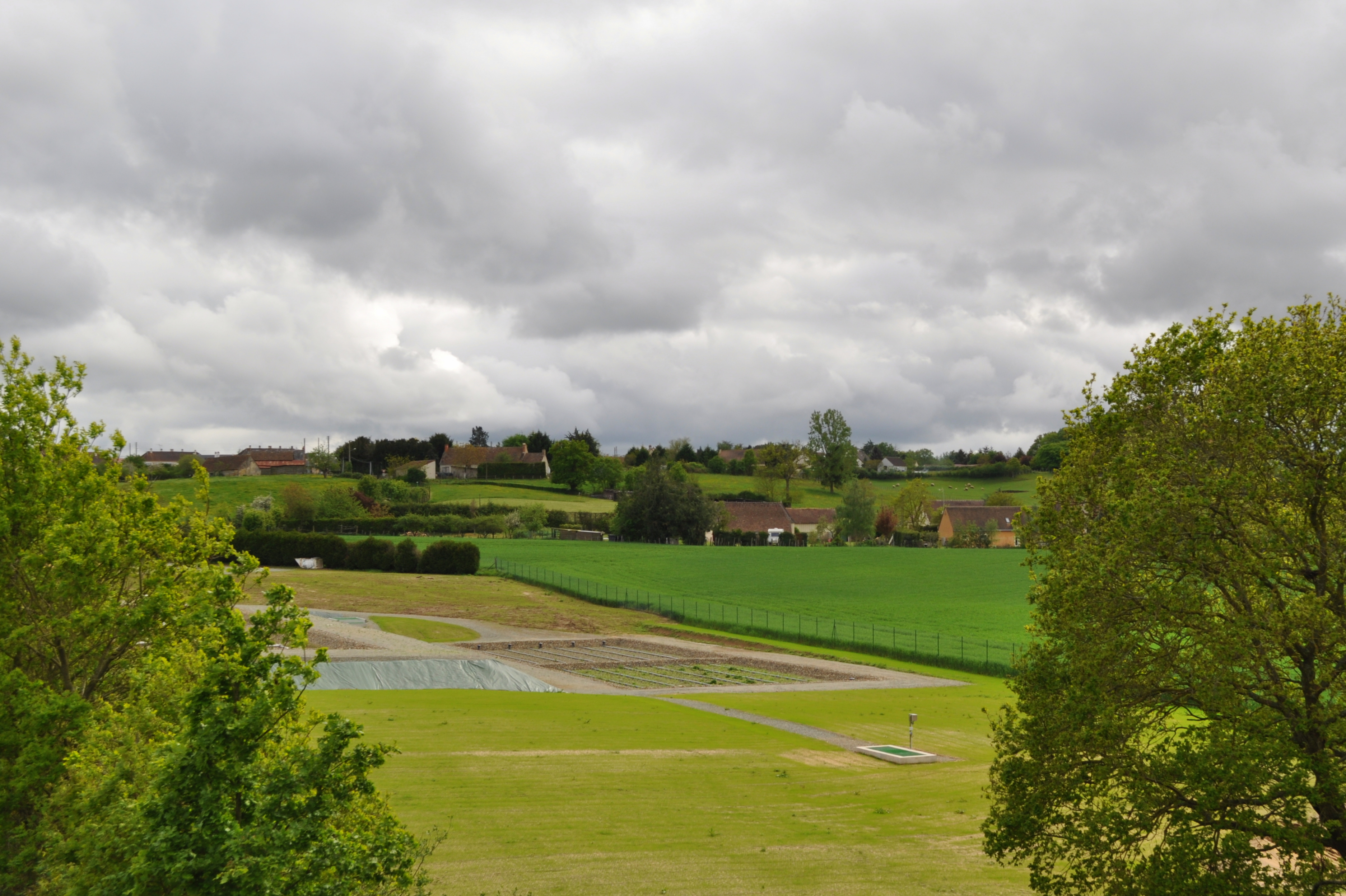
Saint-Jean-du-Bois
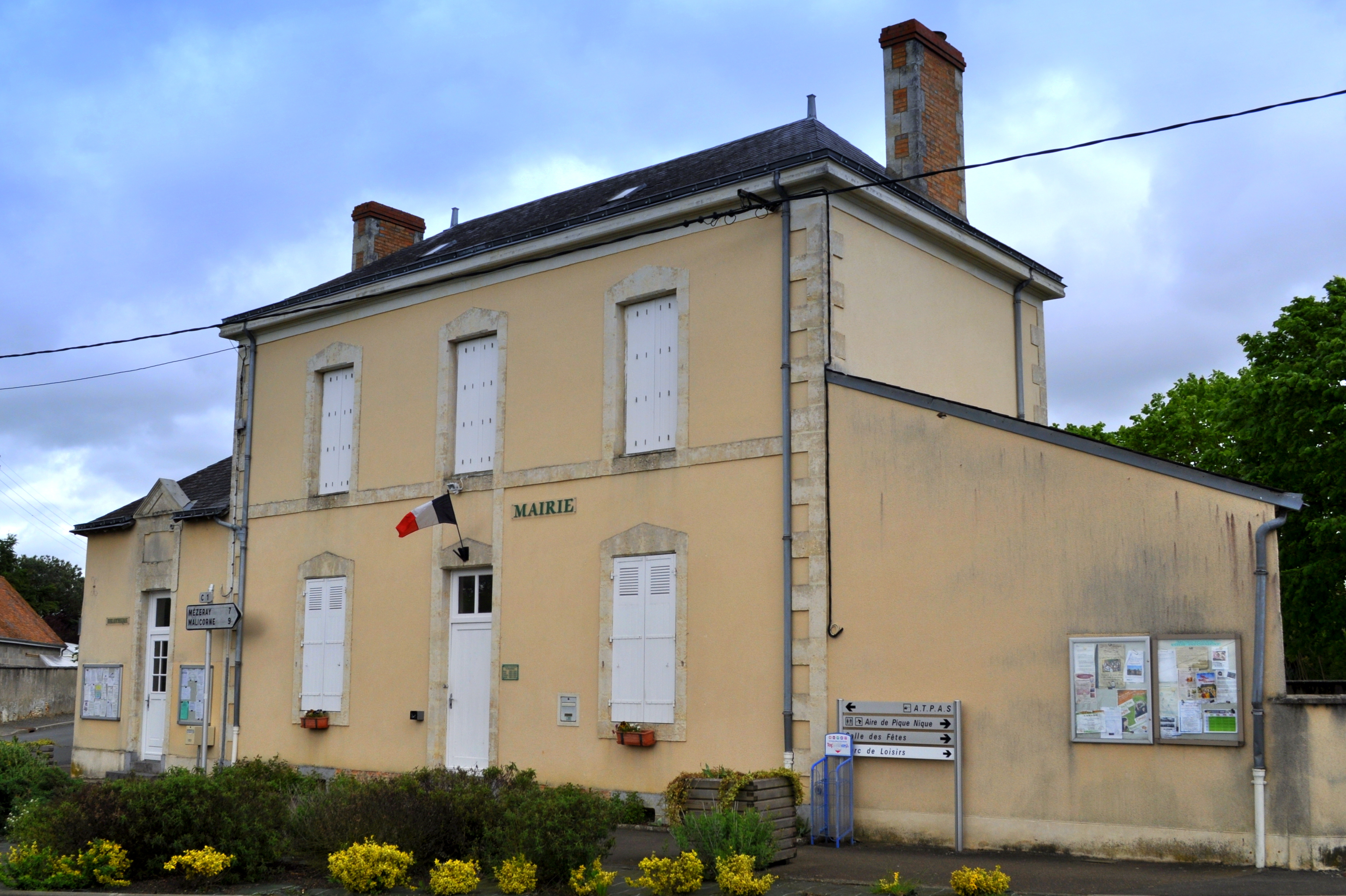
Gemeentehuis
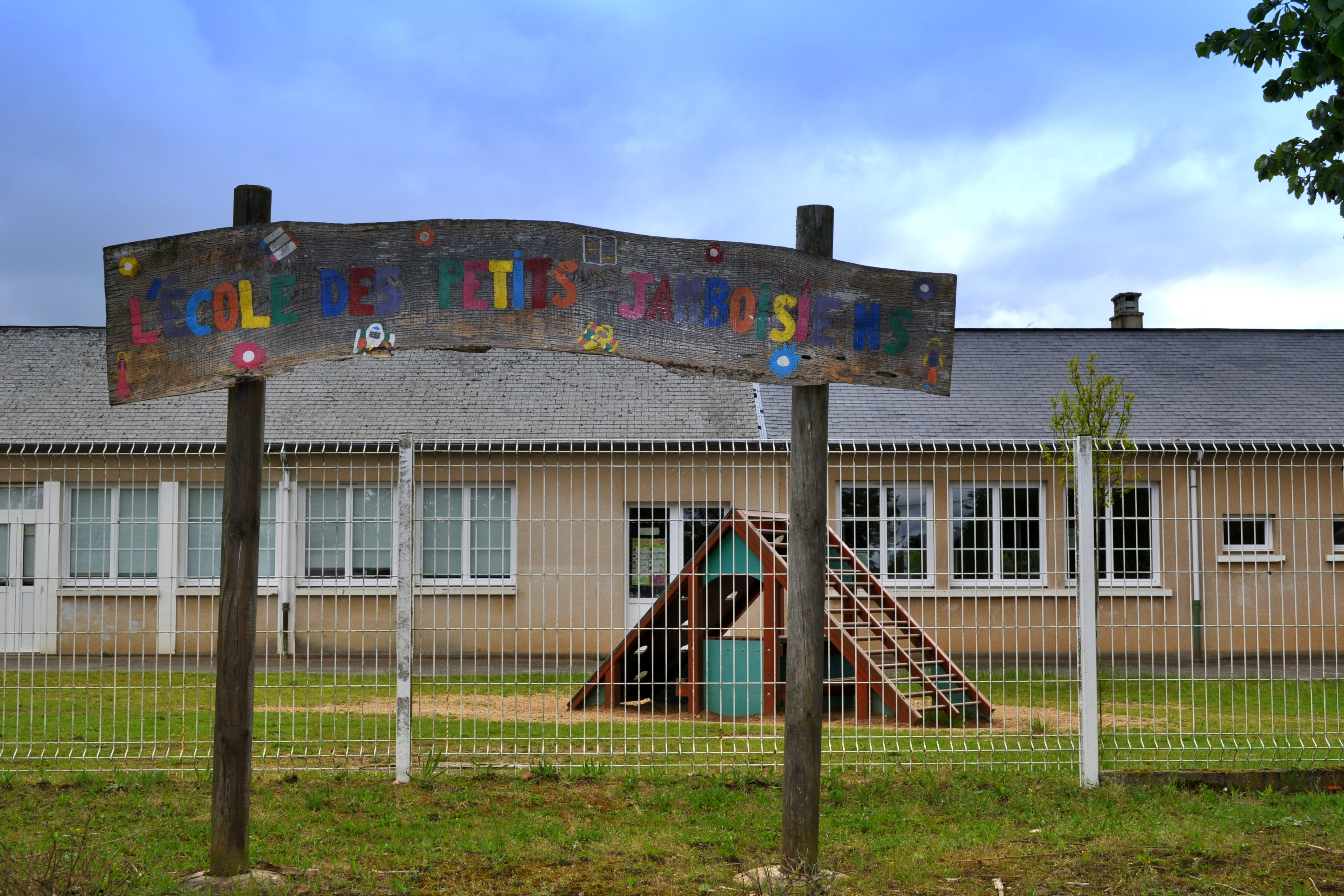
School van Saint-Jean-du-Bois

## Geografie
De oppervlakte van Saint-Jean-du-Bois bedraagt 14,7 km², de bevolkingsdichtheid is 33,4 inwoners per km².
De onderstaande kaart toont de ligging van Saint-Jean-du-Bois met de belangrijkste infrastructuur en aangrenzende gemeenten.

## Demografie
Onderstaande figuur toont het verloop van het inwonertal (bron: INSEE-tellingen).

1. ↑  Populations de référence 2022.